# In the Clutches of the Gang
In the Clutches of the Gang è un cortometraggio muto statunitense del 1914 diretto da George Nichols e Mack Sennett.